# Anatolij Suczkow
Anatolij Andrijowycz Suczkow, ukr. Анатолій Андрійович Сучков, ros. Анатолий Андреевич Сучков, Anatolij Andriejewicz Suczkow (ur. 5 listopada 1934 w Moskwie, zm. 10 października 2021) – ukraiński piłkarz pochodzenia rosyjskiego, grający na pozycji obrońcy, trener piłkarski.

## Kariera piłkarska

### Kariera klubowa
Wychowanek klubu Krylja Sowietow-II Moskwa. W 1953 rozpoczął karierę piłkarską w zespole Metałurh Zaporoże. Następnie w latach 1954-1957 służył w wojskowym klubie BOF Sewastopol. W sezonie 1958 występował w Spartaku Moskwa, a w maju następnego roku przeszedł do Dynama Kijów. W lipcu 1964 został piłkarzem  Karpat Lwów, w którym zakończył karierę piłkarską.

## Kariera trenerska
Po zakończeniu kariery piłkarskiej od stycznia do lipca 1966 trenował dzieci w Szkole Piłkarskiej Dynama Kijów. Potem pomagał trenować zespoły Metalist Charków, amatorski Kołos Akymiwka i Bukowyna Czerniowce. Od 1971 do maja 1972 pracował na stanowisku głównego trenera Bukowyny Czerniowce, a potem do końca 1972 na stanowisku kierownika klubu. Od 1974 rozpoczął poszukiwanie talentów dla klubów Dynamo Kijów, Krywbas Krzywy Róg, Dnipro Dniepropetrowsk, CSKA Kijów oraz Metałurh Zaporoże. Od sierpnia 1999 pracował ponownie w strukturze Dynama na stanowisku selekcjonera.

## Sukcesy i odznaczenia

### Sukcesy klubowe
- mistrz ZSRR: 1961
- wicemistrz ZSRR: 1960

### Odznaczenia
- tytuł Mistrza Sportu ZSRR: 1959